# Centile

Définition du 95e centile d'une loi de Fisher-Snedecor

En statistique descriptive, un centile (ou percentile) est une des 99 valeurs qui divisent une distribution de données en 100 parts égales de sorte que le p-ième centile soit la valeur supérieure à p % des autres valeurs. Les centiles sont un cas particulier des quantiles.

## Calcul des centiles
Voir l'article "quantile" pour les méthodes. Un centile est calculé en tant que 100-quantile.
Le p-ième centile de n valeurs classées par ordre croissant est la valeur de rang k égal à p(n+1)/100, arrondi à l'entier le plus proche de la valeur correspondant à ce rang. Une méthode alternative à l'arrondi consiste en l'interpolation numérique linéaire entre ces deux rangs.

### Cas particuliers
Le 0e centile est la valeur minimale de la distribution. Le 50e centile est sa médiane. Le 100e centile est sa valeur maximale.

## Exemple
Si on regarde la répartition des revenus de la population, on pourra par exemple calculer « le revenu moyen du dernier décile (ou des dix derniers centiles) », soit le revenu moyen des 10 % de gens qui gagnent le plus d'argent.
On peut aussi calculer « le seuil de revenu correspondant au 90e centile, au 95e centile », soit le revenu que gagne la personne la moins riche parmi les 10 % ou les 5 % des plus riches.
Le 50e centile représente quant à lui le salaire médian (celui qui divise la population en la moitié la mieux payée et la moitié la moins payée).